# Klein Ballerstedt
Klein Ballerstedt gehört zur Ortschaft Ballerstedt und ist ein Ortsteil der kreisangehörigen Hansestadt Osterburg (Altmark) im Landkreis Stendal in Sachsen-Anhalt.

## Geographie
Klein Ballerstedt, ein kurzes Straßendorf mit Kirche, liegt 6 Kilometer südwestlich von Osterburg und 1,5 Kilometer nordwestlich von Ballerstedt in der Altmark. Nordöstlich des Dorfes liegt das Wäldchen Taterbusch.
Nachbarorte sind Wollenrade im Südwesten, Flessau im Nordwesten, Storbeck im Norden, Erxleben im Nordosten, Polkau im Osten, Rochau im Südosten und Grävenitz im Südwesten.

## Geschichte

### Mittelalter bis Neuzeit
Die erste Erwähnung für Klein Ballerstedt stammt aus dem Jahre 1278 als in villa nostra videlicet paruo balrestede, als die Markgrafen Johann, Otto und Konrad dem Domkapitel in Stendal Einnahmen aus Ballerstedt verkaufen. Im Jahre 1336 wurde dat dorp tu lutticken ballerstede von Markgraf Ludwig unter anderem zwei Bürgern der Stadt Stendal verliehen. Im Landbuch der Mark Brandenburg von 1375 wird das Dorf als Lutken Ballerstede und Balrestede  aufgeführt. Eine weitere Nennung ist 1687 Lütken Ballerstedt. 1804 hieß das Dorf Klein Ballerstedt, es gab einen Zimmermann.

### Eingemeindungen
Klein Ballerstedt und Groß Ballerstedt gehörten bis 1807 zum Stendalschen Kreis, danach bis 1813 zum Landkanton Osterburg im Königreich Westphalen, ab 1816 kamen beide Gemeinden in den Kreis Osterburg, den späteren Landkreis Osterburg in der preußischen Provinz Sachsen.
Die selbständigen Landgemeinden Klein Ballerstedt und Groß Ballerstedt wurden am 1. April 1939 zu einer Gemeinde mit dem Namen Ballerstedt zusammengeschlossen.
Am 1. Juli 2009 wurde die Gemeinde Ballerstedt zusammen mit anderen Gemeinden zur neuen Einheitsgemeinde Hansestadt Osterburg (Altmark) vereinigt. Damit kam Klein Ballerstedt als Ortsteil zur neu gebildeten Ortschaft Ballerstedt und ebenfalls als Ortsteil zu Osterburg.

### Einwohnerentwicklung
| Jahr | Einwohner |
| ---- | --------- |
| 1734 | 53        |
| 1772 | 49        |
| 1790 | 49        |
| 1798 | 55        |
| 1801 | 59        |
| 1818 | 54        |
| 1840 | 60        |

| Jahr | Einwohner |
| ---- | --------- |
| 1864 | 78        |
| 1871 | 82        |
| 1885 | 66        |
| 1892 | [00]69    |
| 1895 | 74        |
| 1900 | [00]71    |
| 1905 | 75        |

| Jahr | Einwohner |
| ---- | --------- |
| 1910 | [00]74    |
| 1925 | 64        |
| 2011 | [00]48    |
| 2012 | [00]42    |
| 2018 | [00]45    |
| 2019 | [00]46    |
| 2020 | [00]47    |

| Jahr | Einwohner |
| ---- | --------- |
| 2021 | [00]49    |
| 2022 | [0]47     |
| 2023 | [0]44     |

Quelle, wenn nicht angegeben, bis 1925:

## Religion
Die evangelische Kirchengemeinde Klein Ballerstedt, die früher zur Pfarrei Ballerstedt in Groß Ballerstedt gehörte, wird heute betreut vom Pfarrbereich Osterburg im Kirchenkreis Stendal im Bischofssprengel Magdeburg der Evangelischen Kirche in Mitteldeutschland.
Nach Ernst Machholz stammen die ältesten überlieferten Kirchenbücher für Klein Ballerstedt aus dem Jahre 1804. Frühere Einträge finden sich bei Groß Ballerstedt. Ernst Haetge teilt jedoch mit, dass die ältesten Kirchenbücher und Kirchenrechnungsbücher von 1674 stammen.
Die katholischen Christen gehören zur Pfarrei St. Anna in Stendal im Dekanat Stendal im Bistum Magdeburg.

## Kultur und Sehenswürdigkeiten
- Die Evangelische Dorfkirche Klein Ballerstedt, ein spätgotischer Feldsteinbau, stammt aus der ersten Hälfte des 13. Jahrhunderts.[21]
- Der Ortsfriedhof ist auf dem Kirchhof.
- Ein Bauernhaus steht unter Denkmalschutz.
- Neben der Kirche ist ein Skulpturengarten.[22]